# Brațul Orion

Structurile observate din brațele spiralate ale Căii Lactee

Brațul Orion (sau pe numele complet Brațul Orion-Lebăda) este un braț spiral minor al galaxiei Calea Lactee, care are o lățime de 3.500 ani-lumină și o lungime de aproximativ 10.000 de ani-lumină. Sistemul Solar (și, prin urmare, Pământul) se află în brațul Orion-Lebăda. Acesta este, de asemenea, menționat ca Brațul Local, Pintenul Local sau Pintenul Orion.
Brațul este numit după Constelația Orion, care este una dintre cele mai proeminente constelații ale emisferei nordice în timpul iernii (și vara în emisfera sudică). Unele dintre cele mai strălucitoare stele și cele mai faimoase obiecte cerești ale constelației (de exemplu, Betelgeuse, Rigel, cele trei stele ale centurii lui Orion, Nebuloasa Orion) se află în acest braț.
Brațul se află între Brațul Carena-Săgetător și Brațul Perseu, două dintre cele patru brațe majore ale Căii Lactee. 
Multă vreme s-a crezut că este o structură minoră, și anume un „impuls” între cele două brațe menționate, însă la mijlocul anului 2013 s-au prezentat dovezi că Brațul Orion ar putea fi o ramură a Brațului Perseu sau un segment de braț independent.
În interiorul brațului, Sistemul Solar este aproape de marginea sa interioară, într-o cavitate relativă cunoscută sub numele de Bula Locală, aproximativ la jumătatea lungimii brațului, la aproximativ 26.000 de ani-lumină de la Centrul Galactic.

## Obiecte Messier

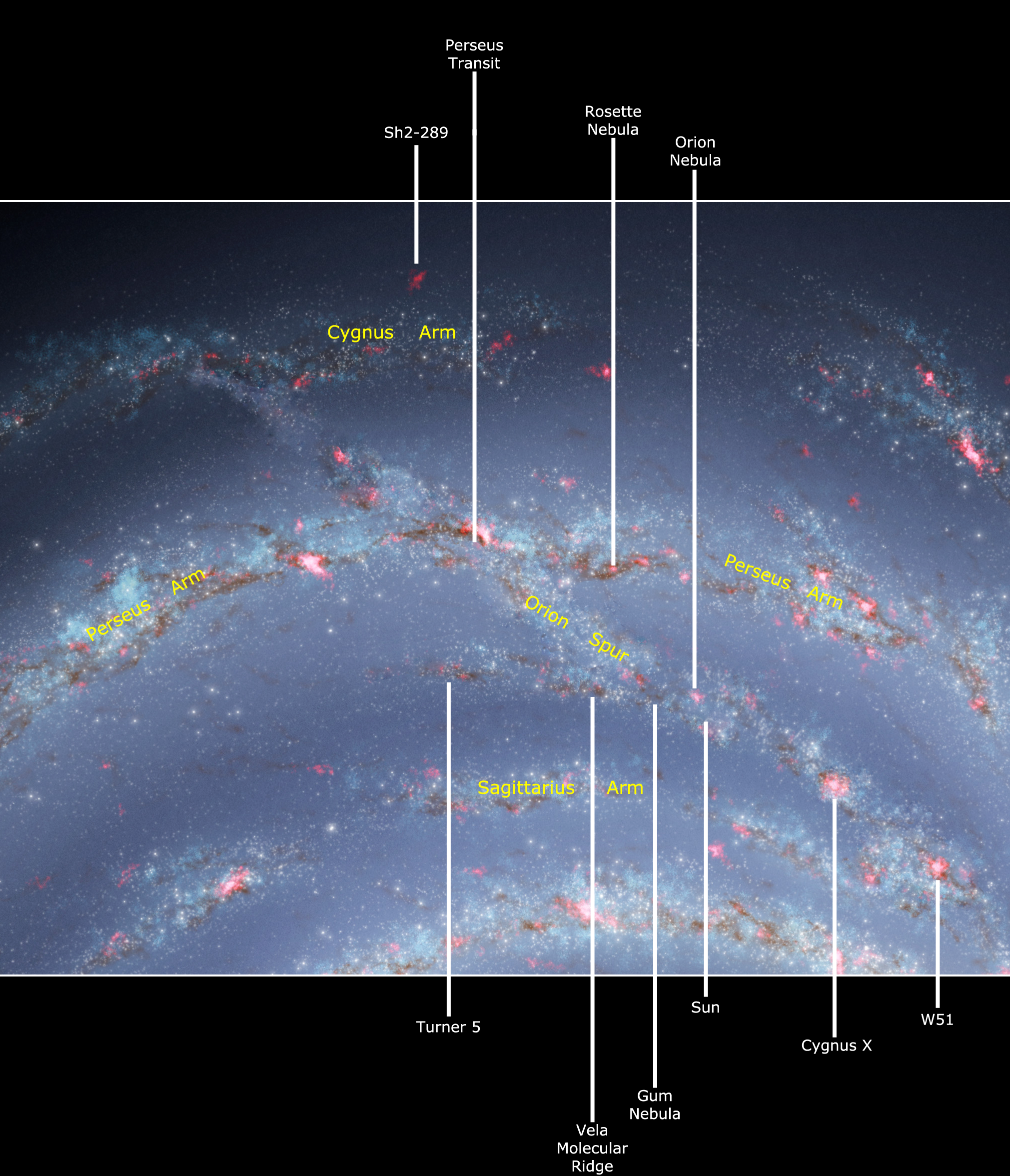
Forma Pintenului Orion

Brațul Orion conține un număr de obiecte Messier:
- Roiul deschis „Fluturele” (M6)
- Roiul deschis al lui Ptolemeu (M7)
- Open Cluster M23
- Open Cluster M25
- Dumbbell Nebula (M27)
- Open Cluster M29
- Open Cluster M34
- Open Cluster M35
- Open Cluster M39
- Winnecke 4 (M40)
- Open Cluster M41
- Nebuloasa Orion (M42)
- Nebuloasa De Mairan
- Grupul de stele Beehive (M44)
- Pleiadele (M45)
- Open Cluster M46
- Open Cluster M47
- Open Cluster M48
- Open Cluster M50
- Ring Nebula (M57)
- Open Cluster M67
- M73
- Little Dumbbell Nebula (M76)
- Diffuse Nebula M78
- Open Cluster M93
- Owl Nebula (M97)